# Novela od Stanca
Novela od Stanca („Der Streich an Stanac“) ist eine einaktige Farce in 316 Versen des ragusanischen Renaissance-Dichters Marin Držić.

## Handlung

### Dramatis Personae
Die Titelfigur Stanac ist ein alter, naiver Bauer. Im Stück wird er als vlah „Walache“ bezeichnet, was aber nicht ethnologisch zu lesen ist, sondern wie das deutsche, etymologisch verwandte Welscher einfach „Fremder, Ausländer“, spezifisch im Balkan auch „Hirte, Nomade“ bedeutete. Stanac stammt vom Fluss Piva in Montenegro oder der Herzegowina. Damals kam viel einfaches Volk unter strapaziösen Reisebedingungen aus dieser Gegend ins reiche Dubrovnik, um seine Ware zu verkaufen und dann ungesäumt wieder zurückzukehren. In Dubrovnik war „Tara und Piva“ deswegen mit verächtlichem Beiklang sprichwörtlich für Einfaltspinsel aus dem Hinterland, die man herablassend behandelte.
Stanac stehen die drei jungen Aristokratensöhne Vlaho, Miho (Mihael) und Dživo (Ivan) gegenüber. Von letzterem, dem Rädelsführer des Streiches, wird auch der Nachname Pešica genannt, außerdem wird er in Vers 58 mit dem Spitznamen „Radat“ angesprochen (Vokativ naš stari Radate „unser alter Radat“). Das weist darauf hin, dass es sich um eine reale Person aus Dubrovnik handelte, die 1548 bereits die Rolle des Radat in Držićs Schäferspiel Tirena gespielt hatte und in der Uraufführung von Novela od Stanca 1550 nun sich selbst spielen durfte.
Die Figuren repräsentieren nicht nur den Gegensatz von Land und Stadt, sondern auch denjenigen zwischen der alten, konservativen Generation und der unbändigen, progressiven Jugend, ein Thema, das Držić unter anderem auch in seinem Hauptwerk Dundo Maroje behandelt hat.

### Zusammenfassung
Das Stück spielt in Dubrovnik. Es ist Karneval, weswegen die Figuren abgesehen von Stanac jeweils maskiert auftreten.
Mitten in der Nacht treffen abseits der von Kapitänen patrouillierten Hauptstraße („Stradun“) die zwei Milchbärte Vlaho und Miho aufeinander. Beide sind auf der Suche nach sexuellen Abenteuern, fühlen sich unangenehm ertappt und drohen sich zunächst. Als sie die Masken ablegen und sich erkennen, bramarbasieren sie darüber, wie tapfer sie den Kampf gegen einen Unbekannten bestanden hätten. Dann erzählen sie sich von ihren bisherigen nächtlichen Erlebnissen. Vlaho kommt gerade aus dem Prostituiertenviertel von einer, „die sich das Gesicht bemalt“ (koja penga lice). Miho hat sich heimlich aus dem väterlichen Haus davongemacht, indem er sich schlafend gestellt und dann aus dem zweiten Stock herabgeseilt hat. Beide schimpfen über die gestrengen Väter, die keinen Spaß verstünden und dabei doch gewiss auch einmal jung und unternehmungslustig gewesen seien. Schließlich berichtet Miho lachend, er sei just einem alten Bauern begegnet, der eine Ziege und einen Laib Käse mit sich führe und am Brunnen (gemeint ist der Große Onofriobrunnen beim Pile-Tor) zu schlafen versuche. Miho möchte dem Alten gerne einen Streich (novela) spielen. Vlaho ist von der Idee begeistert.
Da kommt ihr als Bauer verkleideter Freund Dživo herbei. Auch ihn erkennen sie zunächst nicht und bedrohen ihn. Als er sich zu erkennen gegeben hat, erzählt er zunächst ein Heldenstücklein, wie er soeben drei Angreifer in die Flucht geschlagen habe. Auch er hat den Bauern entdeckt und bereits einen Plan ausgeheckt, wie man sich auf seine Kosten amüsieren könnte, weswegen er sich auch Bauernkleider angezogen hat. Vlaho und Miho ziehen sich zurück, um das weitere Geschehen heimlich zu beobachten.
Der folgende Dialog macht fast die Hälfte der Farce (44 % der Verse) aus. Dživo begrüßt den Bauern leutselig und gibt sich als Viehhändler aus dem bosnischen Gacko aus, dem das Glück stets hold sei. Er trage den mysteriösen Namen „Siebter Mann“ (Sedmi muž). Der Bauer Stanac ist froh, dass überhaupt eine Menschenseele sich herablässt, mit ihm zu sprechen, und klagt, dass er erst spätabends in Dubrovnik angekommen sei und ihn alle Bewohner auf der Suche nach einem Nachtlager kalt abgewiesen hätten. Ihm sei nichts weiter übrig geblieben, als im Freien zu nächtigen. Aus Angst vor Dieben, die ihm seine Ware abnehmen könnten, bringe er aber kein Auge zu und bete darum, dass es bald Tag werde. Dživo erzählt ihm, auch er sei einst als gebrechlicher alter Mann und Fremder nach Dubrovnik gekommen und habe die Nacht an ebendiesem Brunnen verbringen müssen. Im Traum seien ihm Feen (vile) erschienen und als er erwacht sei, hätten sich diese tatsächlich im Reigen vor ihm gedreht. Die eine habe ihn bei der Hand genommen, eine andere, die Schönste von allen, habe ihm einen Apfel überreicht (eine Anspielung auf das Urteil des Paris), eine dritte ihn aufgefordert, vom Brunnenwasser zu trinken, und eine vierte erklärt, so werde er weise und erfolgreich. Er habe das Wasser getrunken, vom Apfel gegessen und mit ihnen bis zum Sonnenaufgang getanzt. Am Morgen sei er plötzlich wieder jung gewesen, sodass ihn seine Frau bei der Heimkunft nicht wiedererkannt habe und er sie verprügelt habe. Der einfältige Stanac glaubt ihm jedes Wort, ist schwer beeindruckt und lügt Dživo vor, auch schon mit Feen getanzt zu haben, ohne dass das aber einen vergleichbaren Effekt gezeitigt habe. Dživo sagt, es brauche dafür ein spezielles Zauberkraut, das ihm, wenn er nicht einschlafe, eine Fee suchen werde. Stanac ist überglücklich und berichtet, wie sehr seine wiedergewonnene Jugend und sexuelle Potenz sein junges, schönes und „häusliches“ (domaća) Weib Miona freuen werde. Dživo ermahnt ihn, sich beim Erscheinen der Feen nicht zu erschrecken, und verabschiedet sich.
Abseits beglückwünschen Vlaho und Miho Dživo zu seinem gelungenen Coup. Vlaho ist müde und möchte nachhause gehen, Dživo ist aber noch nicht fertig und will eine Gruppe Maskierter (maskari), die gerade des Weges kommen, in den Streich einweihen. Sie gehen ab.
In einem kurzen Monolog bittet Stanac die Feen, zu erscheinen und ihm seine Jugend wiederzugeben.
Vlaho, Miho und Dživo treten maskiert und als Feen verkleidet auf und umtanzen den Bauern. Sie geben vor, das besagte Zauberkraut zu suchen, um ihn in einen Esel, einen Vogel, eine Höllenkreatur oder einen Floh zu verwandeln. Verängstigt fleht Stanac sie an, ihn doch einfach wieder jung zu machen, er ziehe ein Alter von etwa 20 Jahren vor. Die „Feen“ wollen ihm diesen Wunsch gewähren und rufen die anderen Maskierten, die sich inzwischen als Bauern verkleidet haben, herbei.
Die „Bauern“ und „Feen“ beginnen einen wilden Tanz. Stanac wird immer ungeduldiger und fragt mehrmals, wann er endlich an der Reihe sei. Unter der Ankündigung, den versprochenen Zauber nun zu vollziehen, fesseln sie ihn, scheren ihm den Bart ab und malen sein Gesicht schwarz an. Dann nehmen sie seine Ziege und den Rest der Waren, lassen ein paar Münzen zurück, um dafür zu bezahlen, und entfernen sich. Stanac dämmert, dass er das Opfer eines üblen Streichs geworden ist. Er springt auf und ruft vergeblich um Hilfe.

## Form

### Verse
Das Stück ist in paargereimten Dodekasyllaben (Zwölfsilblern) verfasst, die nach den ersten 6 Silben zusätzlich gereimt werden. Die sich aus dieser Struktur (6+6) ergebenden Halbverse sind durch eine Zäsur getrennt. Dem Versmaß kommt in der deutschen Literatur der aus dem Französischen entlehnte Alexandriner am nächsten. Zur Verdeutlichung sind nachfolgend die Verse 69–72 im serbokroatischen Original und (in Ermangelung einer deutschen Übersetzung) in der englischen Übersetzung von Filip Krenus (2022) mit Hervorhebung der Reime und Zäsuren wiedergegeben:
| Original | Englische Übersetzung |
| --- | --- |
| Kuću mi zatvori, \| ma ja, kad večeram fengam poć leć gori; \| a ja ti omijeram kako ću se kalat \| niz njeku funjestru i, kad podu svi spat, \| obučem se u pjastru | I came at set of sun \| into this city fair, Where old and young did shun \| my bones and could not bear To let me in. For hearth \| in vain my heart did search And took to fount a path \| for sleep to find a perch. |

Držić arbeitet häufig mit Enjambements. Durch die Modernisierung des heute nur noch schwer verständlichen Urtextes sind gewisse Reime zerstört worden bzw. unrein geworden (funjestru – pjastru).

### Genre
Das Genre ist nicht eindeutig zu bestimmen. Držić selbst nannte sein Stück eine commediola (komediola, „kleine Komödie“). Gattungsgeschichtlich handelt es sich am ehesten um eine Farce. Einen starken Einfluss dürfte die italienische commedia rusticale („ländliche Komödie“) ausgeübt haben. Das Stück weist ferner Merkmale eines Fastnachtsspiels auf. Wilhelm Creizenach nannte es einen „gereimten Schwank“ und ein „städtische[s] Possenspiel“.

## Geschichte
Držić schrieb das Stück für die Patrizierhochzeit zwischen Martolica Vidov Džamanjić und Anica Kabužić (Caboga), die beide aus einflussreichen Dubrovniker Geschlechtern stammten. Es wurde vermutlich Ende April oder Anfang Mai 1550, vielleicht aber auch erst in der Zeit des Karnevals 1551 im Palast von Frano Kabužić (im Quartier Pustijerna beim Hafen) uraufgeführt. Als mögliche Vorbilder für Novela od Stanca werden die 9. Novelle des 8. Tags in Giovanni Boccaccios Decamerone, das Fastnachtsspiel Aluta (1535) von Georgius Macropedius und die florentinische Farce Biagio contadino gehandelt.

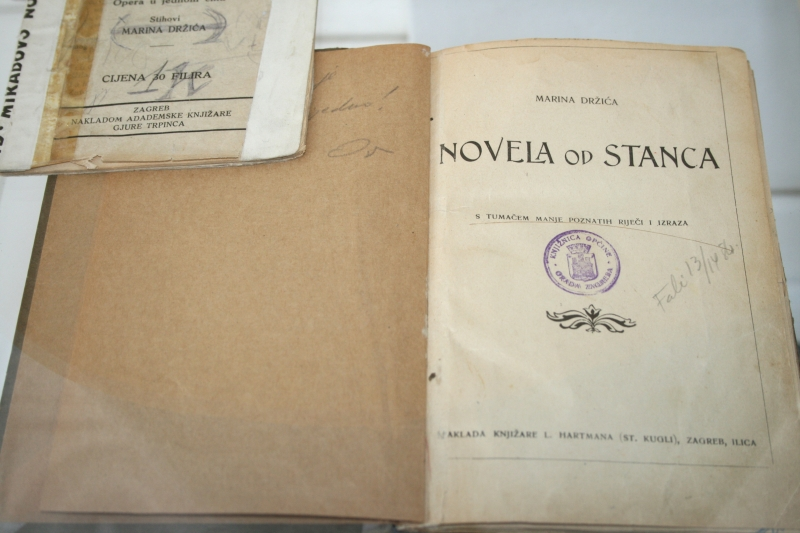
Kroatische Ausgabe von 1904 mit Glossar

Anders als etwa Dundo Maroje ist Novela od Stanca nicht für mehrere Jahrhunderte von der Bildfläche verschwunden. Das Stück lag in Ausgaben von 1607 und 1630 in gedruckter Form vor. 2007 wurde in der Biblioteca Nazionale Braidense in Mailand der Originaldruck von 1551 mit dem Titel Piesni Marina, darxichia viedno stavgliene smnosim drvsim liepim stvarmi („Gedichte von Marin Držić, aufgesetzt zusammen mit vielen anderen schönen Stücken“) entdeckt, der nebst 24 Gedichten und dem Schäferspiel Venus und Adonis auch Novela od Stanca enthält.

## Rezeption
Das Stück gelangte in Dalmatien schon früh zu beispielloser Popularität. Die Hauptfigur Stanac wurde sprichwörtlich. Der Historiker Petar Kolendić wies für die Zeit um 1700 fünf Sprichwörter bzw. Redewendungen im Kroatischen nach, die ihn zum Gegenstand hatten, z. B. Luđi si od Stanca („Du bist noch verrückter als Stanac“) oder Učinio ga je Stancom („Er hat ihn zum Stanac gemacht“). Ein ähnlicher „Maskenscherz“ findet sich in den in venezianischem Dialekt verfassten Memoiren des Sekretärs Giovanni „Zuanne“ Papadopoli L'occio (1696), in denen er die Insel Kreta im 17. Jahrhundert schildert.
Die erste moderne Aufführung von Novela od Stanca fand am 2. Januar 1895 im Stanković-Theater (Stankovićevo kazalište) in Zagreb statt, kurz bevor das Traditionshaus am 16. Juni für immer geschlossen wurde. Das Stück wird regelmäßig bei den Sommerspielen Dubrovnik an den Originalschauplätzen inszeniert.
Antun Dobronić bearbeitete 1920 Novela od Stanca als zweiten Teil seiner Oper Dubrovački diptihon („Dubrovniker Diptychon“). Der kroatische Komponist Jakov Gotovac verarbeitete Novela od Stanca unter dem Titel Stanac zu einer Oper, die 1959 am Kroatischen Nationaltheater in Zagreb uraufgeführt wurde. Das Libretto schrieb Vojmil Rabadan. Am 10. Juli 1996 wurde die Oper im Rahmen der Dubrovniker Sommerspiele auf der Insel Lokrum, vom 30. Juni bis am 4. Juli 2023 dreimal am Kroatischen Nationaltheater in Zagreb wiederaufgeführt.
Novela od Stanca ist auch heute noch das beliebteste Drama Držics in Kroatien. Auf der Website des Dubrovniker Marin Držić-Hauses wurde das Stück im Jahr 2023 mit Abstand am häufigsten, nämlich 22'559 Mal und damit rund fünfmal häufiger als das zweitplatzierte Dundo Maroje (4'768 Downloads), heruntergeladen. Außerhalb des südslawischen Sprachraums ist Novela od Stanca hingegen kaum bekannt, was primär an fehlenden Übersetzungen liegt. Das Stück ist wegen seiner komplexen Versstruktur nur sehr schwer zu übertragen, ferner bietet es sich wegen seiner Kürze auch nicht für eine abendfüllende Vorstellung an. 2022 legte Filip Krenus erstmals eine englische Nachdichtung in Versen mit ausführlichen Anmerkungen vor.

## Ausgaben

### Serbokroatische Ausgaben
- Marin Držić, Dragoljuba Pavlovića (Hrsg.): Komedije. Srpska književna zadruga, Belgrad 1937.
- Marin Držić, Frano Čale (Hrsg.): Dundo Maroje, Novela od Stanca. Školska knjiga, Zagreb 1962.
- Marin Držić, Slobodan Prosperov Novak (Hrsg.): Izabrana Djela I. Matica hrvatska, Zagreb 2011.

### Englische Übersetzung
- Old Stan or A fool fooled. A brief comedy or, as the playwright would have styled it, a comediola by Marin Držić. Translated into English verse by Filip Krenus. Edited by Philip Parr. Dom Marina Držića, Dubrovnik 2022.